# بجعة حمراء
«البجعة الحمراء» هي أغنية للموسيقي الياباني يوشيكي وبمشاركة هايد، من كتابة وإنتاج يوشيكي أيضًا، كما أنَّها الأغنية الافتتاحية للحلقات اللإثني عشر الأولى من الموسم الثالث لمسلسل الرسوم المتحركة الياباني هجوم العمالقة. أُذيعَ التعديل التلفزيوني للأغنية على منصات رقمية في 23 يوليو 2018، بينما أُصدِرتْ النسخة الفردية الكاملة في 3 أكتوبر 2018.
حققتْ الأغنية المرتبة الرابعة على مخطط أوريكون سينغلز والمرتبة الخامسة على بيلبورد جابان هوت 100. وتصدرت أيضًا مخطط آي تونز روك في عشرة دول، مما يجعلها أفضل أغنية أنيمي أداءً في تاريخ المخطط، كما وصلت إلى المراكز العشرة الأولى على مخططات آيتونز الرئيسية في ستة عشر دولة. في عام 2019، فازت الأغنية بأفضل أغنية يابانية ذهبية في حفل توزيع جوائز البوب الدولي الثلاثين في هونغ كونغ.

## الخلفية وطرح الأغنية
في 8 يوليو 2018، كُشِفَ في معرض أنمي إكسبو في لوس أنجلوس عن تعاون إكس جابان مع هايد من تقديم لارك أن سييل لأجل إنتاج الأغنية الرئيسية للموسم الثالث من أنيمي هجوم العمالقة. أٌعلِنَ عن أغنية بجعة حمراء في الأصل كأغنية لـإكس جابان، والتي كانت ستضم فقط يوشيكي وسوغزيو، وبمشاركة هايد في الغناء. ومع ذلك، وفي وقت لاحق من ذلك الشهر أٌعلِنَ عن أن الأغنية تُنسب الآن إلى يوشيكي وبمشاركة هايد.
أغنية البجعة الحمراء مستوحاة من أغنية إكس جابان المنفردة رقم واحد لعام 1994 (راستي نايل). صُمِمَ غلاف الإصدار القياسي الخاص بالأغنية باستخدام عناصر من الغلاف أغنية راستي نايل، أي الدم الذي يقطر من فم المرأة. في 15 سبتمبر، كشف يوشيكي أن بجعة حمراء قد اكتملت بالفعل قبل أيام فقط في لوس أنجلوس. بعد يومين، قام يوشيكي وهايد بأداء الأغنية مباشرة على ميوزك ستيشن.
نُشر التعديل التلفزيوني للأغنية على المنصات الرقمية في 23 يوليو 2018، بينما أصدِرتْ الأغنية بالكامل رقميًا وعلى قرص مضغوط ، في نسختين مختلفتين، في 3 أكتوبر 2018.

## الاستقبال
ميشيل مينيخيم من جي- جينيريشن وصفت بجعة حمراء  بأنَّها عظيمة بالطريقة التي يمكن أن تكون بها الأغاني التي كتبها يوشيكي بمفرده،" بأداء صوتي يتألم تمامًا من الشوق ووصفت المسار و إيقاعها المتورم، وكلماتها الرومانسية العاطفية، والتساؤل الفلسفي الغامض عن الحياة بأنه يروي قصة حب حلوة ومرة.

## المراتب التي وصلت إليها
ظهرت  بجعة حمراء في المركز الرابع على مخطط أوريكون الفردي وبقيت لمدة 19 أسبوعًا. كما ظهرت لأول مرة في المركز الثالث على مخطط أوريكون ديجيتال سينغلز.
ظهرت الأغنية لأول مرة في المرتبة الخامسة على بيلبورد جابان هوت 100. كما وصلت إلى المرتبة السادسة على مخطط بيلبورد جابان هوت سينغلز، والذي يعتمد فقط على المبيعات للنسخ المادية. وتصدرت مخطط بيلبورد جابان هوت أنيميشن، الذي يتتبع موسيقى الرسوم المتحركة وألعاب الفيديو.
تصدرت الأغنية مخططات آيتونز روك في اليابان وفنلندا واليونان وتشيلي والأرجنتين وكولومبيا والمكسيك وبيرو والبرازيل وهونغ كونغ، مما يجعلها أفضل أغنية أنيمي أداءً في تاريخ قوائم الأغاني. كما وصلت إلى المرتبة السادسة على مخطط يو إس روكس والمرتبة الثامنة على مخطط يو كي روكس. وصلت الأغنية إلى المراكز العشرة الأولى على مخططات آيتونز الرئيسية في ستة عشردولة.